# Jean Darbelnet
Jean Darbelnet (* 14. November 1904 in Paris; † 12. März 1990) war ein französischer Linguist, Anglist und Romanist, der in Kanada Hochschullehrer war.

## Leben und Werk
Darbelnet studierte an der Sorbonne Anglistik und war von 1925 bis 1930 Lektor in Swansea, Edinburgh und Manchester. 1929 bestand er die Agrégation. Von 1931 bis 1937 war er Gymnasiallehrer in Brest, Le Havre und Paris (Lycée Condorcet). Von 1937 bis 1938 unterrichtete er am Bowdoin College, von 1938 bis 1939 war er Lehrbeauftragter in Harvard. Nach dem Kriegsdienst war er von 1940 bis 1946 Professor für Französisch an der McGill University in Montreal. Von 1946 bis 1962 lehrte er am Bowdoin College, hielt aber engen Kontakt zu den sprachpolitischen Problemen Kanadas. Von 1957 bis 1962 verfasste er eine regelmäßige Sprachchronik in der Montrealer Tageszeitung Notre Temps. Von 1962 bis 1978 war er Professor für Kontrastive Linguistik an der Universität Laval in Quebec. 1965 lieferte er einen Bericht mit dem Titel Le bilinguisme et les anglicismes. L'anglicisation de  la langue française au Québec, ses causes et les  remèdes possibles. Von 1966 bis 1968 war er Vorsitzender der "Association canadienne de linguistique". Ab 1968 gehörte er dem Conseil international de la francophonie (CILF) an.

Darbelnet publizierte mit Jean-Paul Vinay das Buch Stylistique comparée du français et de l'anglais. Méthode de traduction (Paris 1958, Montréal 1960), das zum Klassiker der Kontrastiven Linguistik und der Übersetzungswissenschaft wurde und  nach fast 40 Jahren noch eine Bearbeitung und Übersetzung ins Englische erlebte u. d. T. Comparative Stylistics of French and English, a Methodology for Translation, translated and edited by Juan C. Sager and M.-J. Hamel, Amsterdam/Philadelphia 1995 (Benjamins Translation Library 11). Die Stylistique comparée war angeregt durch die Arbeiten von Charles Bally und durch Alfred Malblanc, Pour une stylistique comparée du français et de l'allemand. Essai de représentation linguistique comparée, Paris 1944 (128 Seiten), eine Schrift, die Malblanc, unter dem Eindruck der Stylistique von Vinay und Darbelnet, dann seinerseits ausbaute zur ebenfalls erfolgreichen Stylistique comparée du français et de l'allemand. Essai de représentation linguistique comparée et étude de traduction, Paris 1961, 5. Auflage 1977, 2000 (351 Seiten).

Darbelnet war Ehrendoktor der Universität Ottawa.

## Weitere Werke
- Regards sur le français actuel, Montreal 1963
- Pensée et structure, New York 1969, 1977 (Lehrbuch des Französischen)
- Le Français en contact avec l'anglais en Amérique du nord, Quebec 1976
- Dictionnaire des particularités de l'usage, Sillery 1986, 1988